# Alexandra La Capria
Alexandra La Capria (Londra, 1º gennaio 1966) è una sceneggiatrice e attrice italiana.

## Biografia
È figlia dello scrittore Raffaele La Capria e dell'attrice Ilaria Occhini (è quindi anche pronipote dello scrittore fiorentino Giovanni Papini) ed è stata sposata con l'attore Francesco Venditti, col quale ha avuto due figli.

## Filmografia

### Attrice
- Una storia italiana, regia di Stefano Reali – miniserie TV (1993)
- Tutti gli anni una volta l'anno, regia di Gianfrancesco Lazotti (1994)
- La caccia, il cacciatore, la preda, regia di Andrea Marzari (1995)
- Metalmeccanico e parrucchiera in un turbine di sesso e politica, regia di Lina Wertmüller (1996)
- Camere da letto, regia di Simona Izzo (1997)
- Una donna per amico – serie TV (1998)
- Gas, regia di Luciano Melchionna (2005)

### Sceneggiatrice
- Gas, regia di Luciano Melchionna (2005)
- Tutte le donne della mia vita, regia di Simona Izzo (2007)

## Teatro
- La partitella di Giuseppe Manfridi, regia di Piero Maccarinelli (1996)